# Astarta zachodnia
Astarta zachodnia (Astarte elliptica) – gatunek małża z rodziny astartowatych (Astartidae), występującego w piaszczystym lub żwirowym podłożu wybrzeży Oceanu Arktycznego, północnej części Oceanu Atlantyckiego i mórz przylegających, m.in. w Morzu Bałtyckim. Długość muszli do 2 cm. Często występuje razem z astartą północną, tworząc mieszane zbiorowiska denne.